# Moraea cedarmonticola
Moraea cedarmonticola är en irisväxtart som beskrevs av Peter Goldblatt. Moraea cedarmonticola ingår i släktet Moraea och familjen irisväxter. Inga underarter finns listade i Catalogue of Life.